# Regalskeppet Saturnus (1662)
Saturnus var ett svenskt regalskepp som förekommer i rullorna för 1672. Fartyget byggdes på Bodekulls skeppsvarv i dåvarande Bodekull, från 1666 Karlshamn. Det byggdes under ledning av skeppsbyggnadsmästaren Thomas Day och fick vid sjösättningen 1662 namnet Nyckeln, men namnändrades 1663 till Saturnus.
År 1687 blev skeppet ombyggt, varvid bestyckningen förstärktes till 74 kanoner; i samband med ombyggnationen namnändrades fartyget på nytt till Bohus. 